# Verband Deutscher Rassegeflügelpreisrichter
Der Verband Deutscher Rassegeflügel-Preisrichter e. V. (kurz: VDRP) ist eine bundesweit organisierte Fachorganisation des Bundes Deutscher Rassegeflügelzüchter (BDRG) und die Vereinigung von 19 regionalen Preisrichtervereinigungen.

## Arbeit und Aufgaben des Verbandes
Der Verband Deutscher Rassegeflügel-Preisrichter (VDRP) wurde 1925 gegründet. Zu seinen Mitgliedern gehören die einzelnen Preisrichtervereinigungen in den jeweiligen Landesverbänden des Bundes Deutscher Rassegeflügelzüchter (BDRG).
Der VDRP ist die Fachorganisation der als Richter anerkannten und zugelassenen Züchter, denen die Bewertung der Tiere auf Ausstellungen obliegt. Der Verband organisiert zum einen die Ausbildung neuer Preisrichter durch Schulung und Unterweisung in der fachmännischen Beurteilung von Rasse- und Ziergeflügel gemäß der Allgemeinen Ausstellungsbestimmungen (AAB) des BDRG. Außerdem wird die fachliche Weiterbildung bereits zugelassener Preisrichter durch Informationen über den jeweiligen Zuchtstand der einzelnen Rassen sowie die eingehende Besprechung neu zugelassener Rassen gefördert. Das Rassegeflügel ist in verschiedene Gruppen aufgeteilt, für die Preisrichterprüfungen abgelegt werden müssen, um Tiere bei Ausstellungen bewerten zu dürfen. Neben einem soliden Fundament an Grundkenntnissen, werden den Anwärtern auf das Preisrichteramt in Schulungsveranstaltungen gruppen- und rassespezifische Kenntnisse vermittelt und das hierdurch erlangte Wissen regelmäßig praktisch abgefragt. Die Grundausbildung für zwei Gruppen in einer Sparte umfasst drei Jahre.
Auf die Beachtung der Einhaltung tier- und artenschutzrechtlicher Vorgaben, der Standards, der AAB bei der Bewertung sowie der strikten Vermeidung von Übertypisierungen im gesamten Rasse- und Ziergeflügelbestand, wird dabei ein besonderer Blick gelegt.
Größere Bekanntheit erlangten als ehemalige Preisrichter etwa die Professoren Bruno Dürigen und Theodor Mantel, der Fachautor Wilfried Detering oder der Verleger Paul Trübenbach.